# Hippolyte Cloquet
Hippolyte Cloquet (Parigi, 10 marzo 1787 – Parigi, 3 marzo 1840) è stato un medico, zoologo e anatomista francese.

## Biografia
Era il fratello del chirurgo Jules Germain Cloquet (1790-1883), e padre di Ernest Cloquet (1818-1855), che era un medico personale di Mohammad Shah Qajar in Persia.
Studiò medicina a Parigi, dove conseguì il dottorato nel 1815. Nel 1823 divenne membro dell'Académie de Médecine.
Cloquet fu un pioniere nel campo della rinologia e nel 1821 pubblicò Osphrésiologie, ou traité des odeurs, che era un trattato completo che trattava di olfatto, malattie del naso, deviazioni del setto nasale, rinoplastica, ecc. Fu anche autore di Traité d'anatomie descriptive, un influente testo francese di anatomia formato in sei volumi. La quarta edizione di questo lavoro fu tradotta in inglese dall'anatomista Robert Knox (1791-1862).